# Moors murders
I Moors Murders ("omicidi delle brughiere"), sono una serie di delitti che sconvolsero l'intera Gran Bretagna negli anni sessanta, compiuti dalla coppia di serial killer Ian Brady e Myra Hindley tra il luglio 1963 e l'ottobre 1965, nella zona della Greater Manchester, in Inghilterra.
Le vittime furono cinque, e si trattò di bambini ed adolescenti di età compresa dai 10 ai 17 anni: Pauline Reade, John Kilbride, Keith Bennett, Lesley Ann Downey e Edward Evans, di cui quattro furono anche violentati. Gli omicidi furono così denominati in quanto due delle vittime furono rinvenute in una fossa nella brughiera di Saddleworth. Una terza tomba, sempre nella brughiera, venne trovata nel 1987, più di 20 anni dopo la cattura di Brady e Hindley nel 1966. Il corpo di una quarta vittima, Keith Bennett, non venne mai trovato, ma si sospetta che anch'esso venne sepolto lì. Inizialmente, la polizia fu a conoscenza di soli tre omicidi, quelli di Edward Evans, Lesley Ann Downey e John Kilbride. Le successive indagini (riaperte nel 1985), si ebbero a seguito delle dichiarazioni dal carcere di Brady, che confessò anche gli omicidi di Pauline Reade e Keith Bennett. Brady e la Hindley furono condotti separatamente a Saddleworth Moor per assistere la polizia nella ricerca dei corpi.
Definita dalla stampa dell'epoca "la donna più malvagia d'Inghilterra", Myra Hindley presentò diversi appelli contro la sua sentenza d'ergastolo, asserendo di essersi riabilitata e di non costituire più un pericolo per la società, ma furono tutti respinti. Morì nel 2002. Ian Brady venne dichiarato insano di mente nel 1985, rinchiuso nel manicomio criminale di Ashworth. Dal carcere ha affermato più volte di non voler essere rimesso in libertà, e ha chiesto ripetutamente di essere messo a morte. È deceduto in carcere il 15 maggio 2017.

## Omicidi
La reale portata dei crimini commessi dalla coppia Brady-Hindley non si palesò fino alla loro piena confessione nel 1985, dato che in precedenza si erano sempre dichiarati innocenti. La prima vittima fu la sedicenne Pauline Reade, una vicina di casa della Hindley che scomparve mentre si recava ad un ballo della British Railways Club a Gorton il 12 luglio 1963. Quella sera Brady disse alla Hindley che desiderava commettere il "delitto perfetto". Le chiese di guidare il loro furgone mentre lui la seguiva in moto; appena avvistata la vittima ideale, Brady avrebbe fatto segnale con i fari alla Hindley di fermarsi ed offrire un passaggio alla persona in questione.
Guidando per Gorton Lane, Brady vide una giovane ragazza che passeggiava in strada, e diede il segnale alla Hindley di fermarsi, cosa che la donna fece appena dopo aver sorpassato la ragazza. Quando però Brady vide che Myra non aveva offerto un passaggio alla ragazza, le domandò il perché e la donna rispose di averla riconosciuta. Si trattava di Marie Ruck, una vicina di casa di sua madre. Poco tempo dopo le 20:00, continuando a guidare in Froxmer Street, Brady individuò una ragazza vestita con un cappotto blu, e segnalò al furgone di fermarsi. La Hindley riconobbe nella ragazza tale Pauline Reade, un'amica di sua sorella minore, Maureen. La Reade accettò il passaggio e salì sul furgone con la Hindley, che le chiese di darle una mano a cercare un costoso guanto che aveva smarrito nella brughiera di Saddleworth. La Reade accettò di aiutarla. Avendo 16 anni, Pauline Reade era più grande di Marie Ruck, e la Hindley pensò che la sua scomparsa avrebbe creato meno scalpore rispetto a quella di una bambina di sette o otto anni. Quando il furgone entrò nella brughiera, la Hindley si fermò e Brady arrivò subito dopo in moto. Myra presentò l'uomo alla Reade qualificandolo come suo fidanzato, e dicendo alla ragazza che anche lui avrebbe dato una mano a cercare il guanto. Brady portò la Reade nella brughiera mentre la Hindley attendeva nel furgone. Dopo circa 30 minuti Brady ritornò da solo, e condusse la Hindley sul luogo del delitto a vedere il cadavere di Pauline Reade steso per terra, con la gola tagliata. Poi disse alla donna di attendere lì mentre lui cercava un luogo adatto dove seppellire il corpo. La Hindley, scorgendo gli abiti sottosopra della ragazza, si accorse che Pauline era stata violentata prima di essere uccisa. Tornando indietro nascosero la moto all'interno del furgone e, sulla strada di casa videro passare la madre di Pauline, Joan, accompagnata dal figlio Paul, mentre la cercavano per strada.

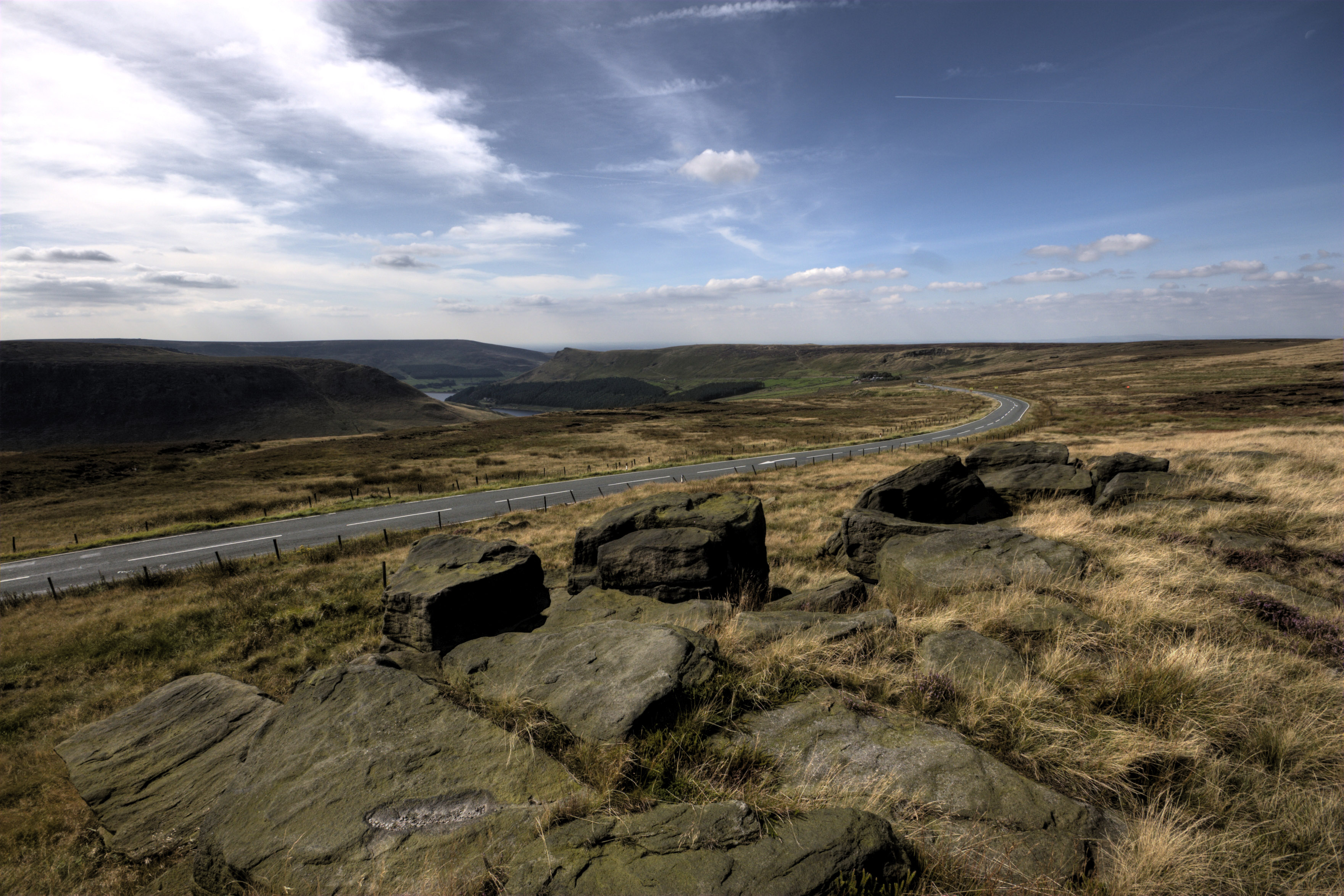
Una veduta della brughiera di Saddleworth.

Insieme a Brady, la Hindley approcciò il dodicenne John Kilbride nelle prime ore della sera del 23 novembre 1963 in un mercato a Ashton-under-Lyne, e gli offrirono un passaggio a casa con il pretesto che i suoi genitori sarebbero stati in pensiero per lui se avesse fatto tardi. Con l'incoraggiamento della promessa di una bottiglia di sherry, Kilbride accettò subito l'offerta e salì nella Ford Anglia che la Hindley aveva noleggiato. Brady disse a Kilbride che lo sherry si trovava a casa loro, e che avrebbero dovuto fare una piccola deviazione per andare a prenderlo. Sulla strada suggerì di fare un'ulteriore sosta, per andare a cercare un guanto che la Hindley aveva perso nella brughiera. Quando raggiunsero il luogo, Brady portò il ragazzino con sé mentre la Hindley aspettava in auto. Brady violentò Kilbride e cercò di tagliargli la gola prima di strangolarlo con un pezzo di spago, verosimilmente un laccio delle scarpe.
Il dodicenne Keith Bennett sparì nel nulla mentre si recava a casa della nonna a Longsight durante le prime ore serali del 16 giugno 1964, quattro giorni dopo il suo compleanno. Myra Hindley lo fece salire sul loro mini pick-up (dove nel retro era seduto Brady) chiedendogli di aiutarla a caricare delle pesanti scatole, promettendo poi di riaccompagnarlo a casa. Dopo averlo portato nella brughiera, Brady uscì con Bennett, probabilmente alla ricerca del fantomatico guanto. La Hindley restò a guardare, e dopo circa mezz'ora Brady riapparve da solo impugnando una vanga che aveva nascosto sul luogo qualche giorno prima. Quando la Hindley gli chiese come avesse ucciso il ragazzo, Brady disse di averlo violentato e poi strangolato con un pezzo di corda.
Brady e la Hindley si recarono a una fiera il 26 dicembre 1964 in cerca di un'altra vittima, e notarono Lesley Ann Downey, 10 anni. Quando si resero conto che era da sola, le chiesero di aiutarli a portare delle buste in macchina. Una volta chiusa in auto, la portarono a casa loro e la Downey venne spogliata, legata, e costretta a posare per foto pornografiche prima di essere violentata ed infine uccisa, forse strangolata con una corda. La Hindley dichiarò di essere andata a preparare un bagno per la ragazzina e di averla trovata già morta (presumibilmente uccisa da Brady) al suo ritorno. Nel libro Face to Face with Evil: Conversations with Ian Brady del dottor Chris Cowley, Brady afferma invece che fu la Hindley a uccidere Lesley Ann Downey. La mattina seguente, i due portarono in auto il corpo della bambina fino a Saddleworth Moor, dove venne sepolta, nuda con i vestiti che indossava raccolti ai suoi piedi, in una piccola fossa.
Il 6 ottobre 1965 Brady incontrò il diciassettenne Edward Evans alla stazione centrale ferroviaria di Manchester e lo invitò a casa sua al numero 16 di Wardle Brook Avenue, Hattersley, dove il ragazzo venne ucciso a colpi d'ascia. Dell'assalto a Edward Evans fu testimone il cognato della Hindley, il diciassettenne David Smith, marito della sorella minore Maureen. La famiglia della Hindley non aveva approvato il matrimonio tra Maureen e Smith, che aveva diversi precedenti penali, inclusi reati di violenza domestica e abusi vari. Nell'anno trascorso, Brady aveva fatto amicizia con Smith, diventando sempre più intimo con il ragazzo, cosa che aveva insospettito e preoccupato la Hindley, dato che il coinvolgimento di una terza persona avrebbe potuto compromettere la loro "salvezza".
La sera del 6 ottobre 1965 Myra Hindley portò Brady alla Manchester Central Station, dove lei attese in auto mentre l'uomo sceglieva una nuova vittima; dopo qualche minuto Brady riapparve in compagnia di Edward Evans, presentandogli la Hindley come sua sorella. Dopo aver guidato fino a casa ed essersi rilassati con una bottiglia di vino, Brady mandò Myra Hindley a chiamare suo cognato. Giunti a casa, la Hindley disse a Smith di aspettare fuori fino al suo segnale, l'accendersi di una luce. Al segnale convenuto, Smith bussò alla porta e gli venne aperto da Brady, che gli chiese se fosse venuto per le "bottigliette di vino in miniatura". Brady condusse Smith in cucina e lo lasciò lì, dicendo che andava a prendere il vino. Pochi minuti dopo Smith udì un urlo, seguito dalle grida della Hindley che lo chiamavano ad aiutarla. Smith entrò in salotto e vide Brady mentre colpiva ripetutamente Evans con un'ascia, per poi finirlo strangolandolo con un cavo elettrico. Il corpo di Evans era troppo pesante da portare in auto per Brady, che si era recentemente slogato una caviglia, e quindi chiese l'aiuto di Smith per mettere il cadavere in un sacco di plastica nella camera degli ospiti.
Smith accettò di incontrare Brady la sera seguente per aiutarlo a sbarazzarsi del corpo di Evans, ma al ritorno a casa svegliò la moglie per raccontarle tutto. Maureen gli disse che doveva assolutamente informare la polizia. Tre ore dopo la coppia telefonò alla polizia da un telefono pubblico sotto casa. Secondo il verbale steso dalla polizia Smith affermò:
VITTIME:
1. Pauline Reade (12 luglio 1963)-(F) 16 anni
2. John Kilbride (23 novembre 1963)-(M) 12 anni
3. Keith Bennett (16 giugno 1964)-(M) 12 anni
4. Lesley Ann Downey (26 dicembre 1964)-(F) 10 anni
5. Edward Evans (6 ottobre 1965)-(M) 17 anni

## Arresto
Nelle prime ore del 7 ottobre, poco tempo dopo la telefonata di Smith, l'agente Bob Talbot arrivò al 16 di Wardle Brook Avenue, bussò alla porta e chiese alla Hindley di poter parlare con il suo fidanzato. Myra Hindley lo condusse in salotto, dove Brady se ne stava seduto sul divano a scrivere ai suoi datori di lavoro che non sarebbe potuto andare al lavoro causa l'infortunio alla caviglia. Talbot spiegò che stava investigando circa "un crimine violento" occorso la notte precedente. La Hindley negò che fosse avvenuta alcuna violenza, ed invitò il poliziotto a perquisire la casa. Quando arrivarono al piano di sopra dove nella camera degli ospiti era nascosto il corpo di Evans, l'agente trovò la porta chiusa a chiave, e chiese a Brady di aprirla. La Hindley disse di aver dimenticato la chiave al lavoro, ma quando la polizia si offrì di accompagnarla in ufficio a prenderla, Brady le disse di tirare fuori la chiave. Il cadavere venne rinvenuto e Brady arrestato sul momento con l'accusa di omicidio. Mentre si vestiva, Brady fu sentito dire agli agenti: «Eddie e io abbiamo avuto una lite, e la situazione è scappata un po' di mano... »
Myra Hindley non venne arrestata insieme a Brady, ma chiese di poterlo seguire al commissariato portando con sé il loro cagnolino di nome Puppet. La Hindley venne interrogata circa gli eventi della morte di Evans, ma si rifiutò di rilasciare dichiarazioni oltre il definire il fatto accaduto un "incidente". Poiché la polizia non era in possesso di evidenti prove che coinvolgessero la donna nell'omicidio, le fu permesso di tornare a casa, a condizione di ripresentarsi il giorno seguente per approfondire le indagini ulteriormente. La Hindley restò in libertà per quattro giorni dopo l'arresto di Brady, tempo durante il quale diede le dimissioni dal posto di lavoro, così da poter usufruire del sussidio di disoccupazione. Venne infine arrestata l'11 ottobre per complicità all'assassinio di Edward Evans e trasportata alla prigione di Risley.

## Indagini preliminari

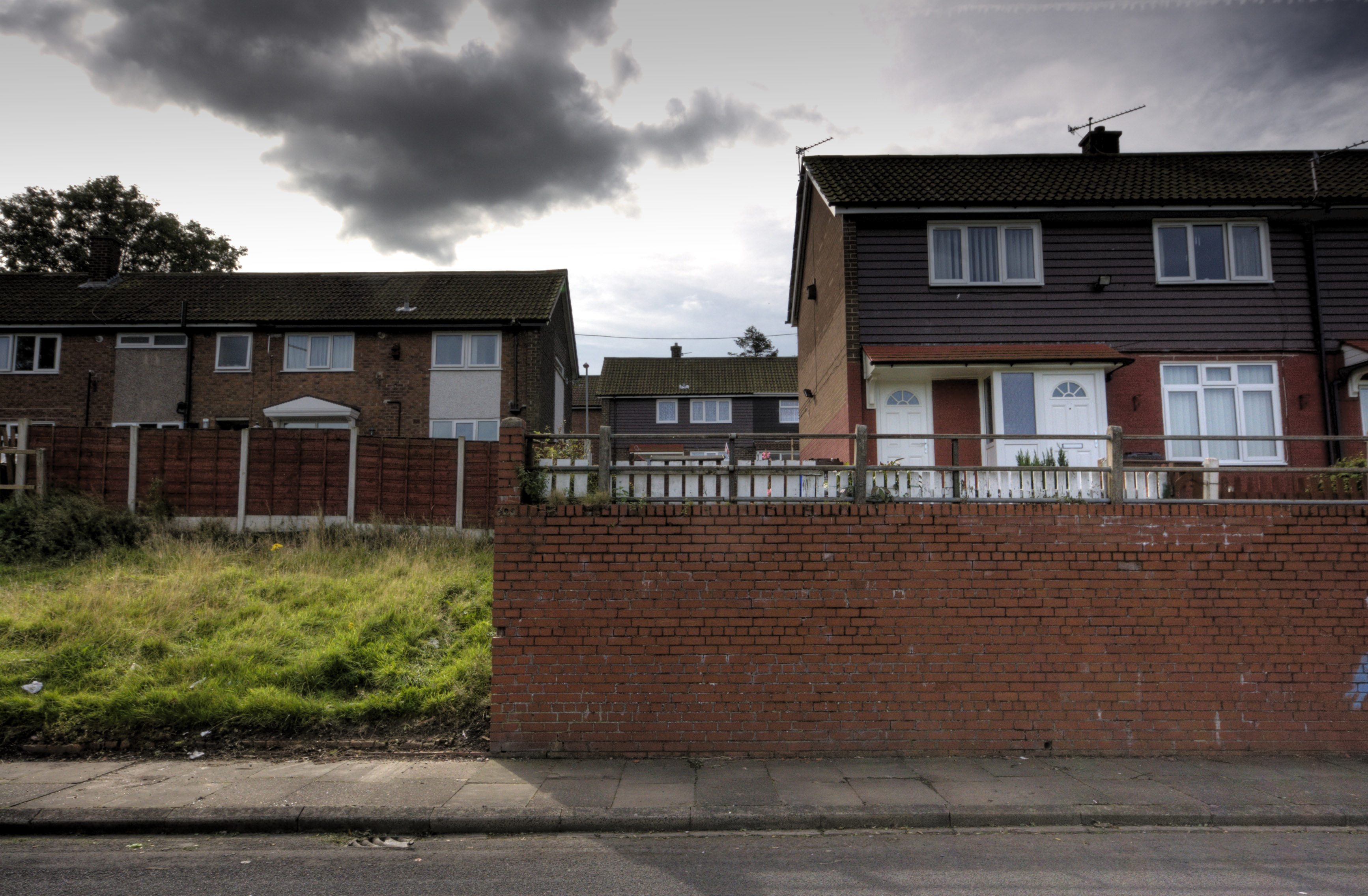
Lo spiazzo vuoto nella foto indica il luogo dove sorgeva la casa al civico 16 di Wardle Brook Avenue a Hattersley. Il Consiglio comunale di Manchester decise di demolire l'edificio nel 1987.

Brady ammise, sotto interrogatorio della polizia, di avere avuto una colluttazione con Evans a seguito di una lite, ma insistette sul fatto che ad uccidere il ragazzo erano stati lui e Smith, senza la complicità della Hindley, che, disse lui, "aveva fatto solo quello che le era stato detto di fare". Smith raccontò alla polizia che Brady gli aveva chiesto di eliminare tutto ciò che poteva risultare compromettente, come della "cartacce" che Brady teneva in una valigetta. Smith non aveva idea di cosa contenesse la valigia o dove potesse essere, ma si ricordò che Brady aveva detto che "aveva a che fare con la stazione dei treni". Di conseguenza la polizia perlustrò tutta la zona della stazione e l'interno della stessa in cerca di una valigia appartenente a Brady, e il 15 ottobre la polizia ferroviaria la trovò alla Manchester Central Railway Station. Dentro la valigetta furono rinvenute nove fotografie pornografiche che ritraevano una ragazzina, nuda e imbavagliata, e un nastro audio della durata di tredici minuti con le urla, il pianto e le sue richieste d'aiuto. Ann Downey, la madre di Lesley Ann, ascoltando la registrazione, confermò che si trattava della figlia di dieci anni scomparsa.
Durante successive perquisizioni della casa di Wardle Brook Avenue, la polizia trovò anche un vecchio libro d'esercizi scolastici con scarabocchiato sopra il nome "John Kilbride", fatto che insospettì le forze dell'ordine portandoli a pensare come la coppia Brady & Hindley potesse essere coinvolta in altre misteriose recenti sparizioni di adolescenti. Nella casa venne rinvenuta una vasta collezione di fotografie, molte delle quali scattate nella brughiera di Saddleworth Moor. Perlustrando la zona, il 16 ottobre la polizia trovò il corpo di Lesley Ann Downey. Cinque giorni dopo fu la volta del ritrovamento del cadavere di John Kilbride, che venne identificato grazie agli abiti indossati.
Messo davanti all'evidenza delle foto e del nastro registrato con le urla della ragazza, Ian Brady ammise di aver scattato delle foto a Lesley Ann Downey, ma dichiarò che era stata portata nell'appartamento di Wardle Brook Avenue da due uomini che poi l'avevano riportata via con loro, ancora viva. Il 2 dicembre, a Brady fu imputato in via definitiva anche l'omicidio di John Kilbride. Durante l'udienza preliminare tenutasi il 6 dicembre, Brady venne incriminato per gli omicidi di Edward Evans, John Kilbride, e Lesley Ann Downey, mentre Myra Hindley per quelli di Edward Evans e Lesley Ann Downey, e per complicità in quello di John Kilbride.
Molte delle fotografie scattate dalla coppia Brady e Hindley nella brughiera, ritraevano insieme a loro il cagnolino della Hindley, Puppet. Gli agenti chiesero una perizia veterinaria sul cane per stabilirne l'età in modo da poter datare le fotografie con un buon margine di precisione. Causa un'allergia ad un anestetico, il cane morì durante l'esame medico. Venuta a conoscenza della morte del suo cane, la Hindley divenne furiosa, e accusò la polizia di aver volutamente assassinato Puppet.

## Processo e condanna
Il processo durò 14 giorni in tutto, a partire dal 19 aprile 1966. David Smith fu uno dei testimoni principali dell'accusa, ma nel corso del processo si venne a sapere che aveva preso accordi d'esclusiva con il quotidiano scandalistico News of the World, per raccontare dietro lauto compenso la sua storia con la "coppia maledetta".
Brady e Hindley si dichiararono innocenti riguardo a tutte le accuse, in alcuni casi anche negando l'evidenza. Anche se Brady ammise di aver colpito Evans con un'ascia, non ammise di averlo ucciso, dato che il medico legale aveva stabilito che il ragazzo era morto per soffocamento dovuto a strangolamento. Da parte sua, Myra Hindley negò categoricamente che le fotografie a Saddleworth Moor rinvenute dalla polizia, fossero state scattate in prossimità delle tombe delle vittime.
Il nastro contenente le urla di Lesley Anne Downey, dal quale erano chiaramente udibili le voci sia di Brady che della Hindley, venne fatto ascoltare in aula. La Hindley ammise di essersi comportata in maniera "brutale e crudele" con la bambina, ma soltanto perché aveva paura che le sue grida potessero essere udite dai vicini. Inoltre dichiarò che mentre la ragazzina veniva spogliata, lei si trovava "al piano di sopra"; che mentre venivano scattate le fotografie porno, lei "guardava fuori dalla finestra"; e che mentre la Downey veniva infine strangolata, "era corsa in bagno".
Il 6 maggio, dopo aver deliberato per circa due ore, la giuria dichiarò Ian Brady colpevole di tutti e tre gli omicidi, e la Hindley colpevole di quelli di Downey ed Evans. Dato che la pena di morte era stata abolita nel 1965, la coppia venne condannata all'ergastolo. Brady venne condotto nella prigione di Durham, mentre Myra Hindley fu mandata al carcere di Holloway.

## Indagini successive
Nel 1985 Ian Brady improvvisamente confessò al giornalista Fred Harrison del The Sunday People, di essere responsabile anche dei delitti di Pauline Reade e Keith Bennett, cosa che la polizia aveva sempre sospettato, senza averne prove certe. Il clamore suscitato sulla stampa dalla notizia, portò alla riapertura delle indagini.
La polizia riprese la perlustrazione della zona di Saddleworth Moor, ricorrendo ancora alle foto scattate in loco da Brady e Hindley per individuare possibili tombe. Nel frattempo, nel novembre 1986, Winnie Johnson, la madre di Keith Bennett, scrisse una lettera alla Hindley supplicandola di rivelarle cosa fosse avvenuto a suo figlio, e il fatto sembrò veramente scuotere emotivamente Myra Hindley. La lettera terminava con le seguenti parole:
La polizia fece visita in carcere alla Hindley, allora rinchiusa nella prigione di Cookham Wood, pochi giorni dopo la ricezione della lettera, e sebbene la donna negò di essere a conoscenza di altri omicidi, accettò di identificare dalle fotografie le località visitate da lei e Brady anni prima. Mostrò particolare interesse verso foto della zona vicino a Hollin Brown Knoll e Shiny Brook, ma disse di non essere in grado di riconoscere con certezza quei luoghi senza poter visitare di persona la brughiera. La polizia acconsentì a ricondurla sul posto sotto stretta sorveglianza. Myra Hindley fece la prima di due visite in loco nei pressi di Saddleworth Moor il 16 dicembre 1986.

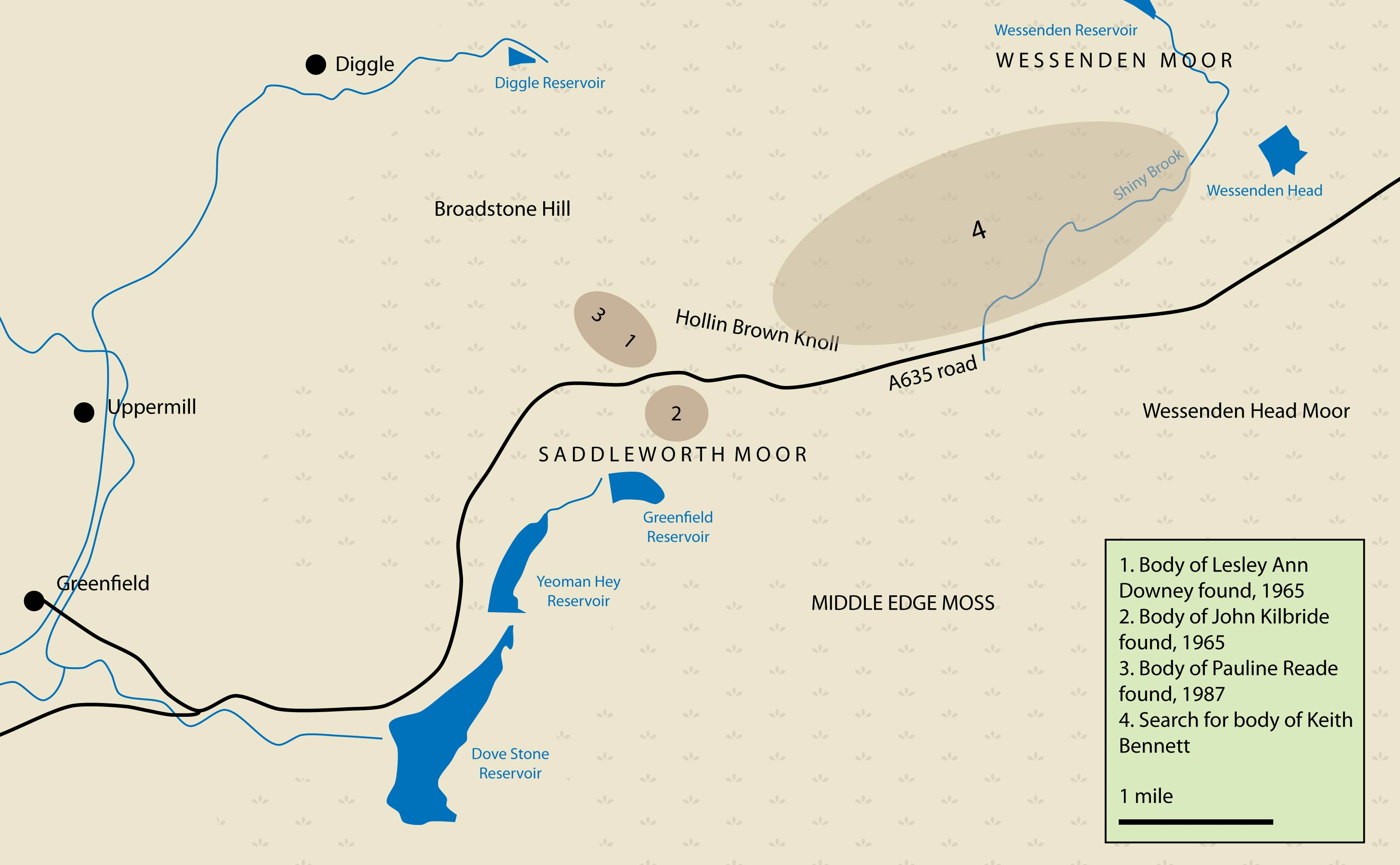
Una mappa dell'area di Saddleworth Moor nella quale furono rinvenuti i corpi di tre delle vittime, e dove si concentrarono le ricerche della polizia inerenti al cadavere di Keith Bennett

Il 19 dicembre, David Smith, all'epoca trentottenne, visitò anch'esso la brughiera. Trascorse circa quattro ore ad aiutare la polizia a scoprire eventuali tombe ma senza successo alcuno. Il 10 febbraio 1987 si ebbe finalmente una svolta nelle indagini quando Myra Hindley confessò di essere coinvolta in tutti e cinque gli omicidi, ma la notizia della sua confessione non venne divulgata fino al mese successivo. La polizia fece visita in carcere a Brady dicendogli della confessione della Hindley, alla quale inizialmente si rifiutò di credere. Messo alle strette, con la rivelazione di particolari che solo la donna avrebbe potuto conoscere, dichiarò il proposito di suicidarsi.
Circa nello stesso periodo, Winnie Johnson spedì a Myra Hindley una seconda lettera, supplicandola nuovamente di aiutare la polizia a trovare il corpo del figlio scomparso. La Hindley, che non aveva risposto alla prima lettera, questa volta rispose ringraziando Winnie Johnson per entrambe le missive, spiegando che la sua decisione di non risponderle la prima volta era stata motivata dalla cattiva pubblicità che una cosa del genere avrebbe potuto scatenare. Concluse dicendo di voler confessare tutto ed aiutare la polizia. La Hindley tornò per la seconda volta nella brughiera nel marzo 1987. Questa volta, il livello della scorta di sicurezza fu ancora maggiore. La donna confermò agli agenti che avrebbero dovuto concentrare le ricerche nelle zone di Hollin Brown Knoll e Hoe Grain, anche se non era in grado di individuare le tombe con certezza.
Nell'aprile 1987 la piena confessione divenne di dominio pubblico, e nel pomeriggio del 1º luglio 1987, dopo più di 1000 giorni di ricerche, la polizia trovò un cadavere sepolto in una piccola fossa, posta vicino al posto dove era stato rinvenuto anni prima il corpo di Lesley Ann Downey. Successivi esami stabilirono che si trattava del corpo di Pauline Reade. Venuto a sapere della scoperta, anche Ian Brady alla fine decise di cooperare con le forze dell'ordine.
Il 24 agosto 1987 la polizia condusse Brady a Saddleworth Moor, ma nemmeno questo servì a scoprire dove era sepolto il corpo di Keith Bennett. Brady tornò una seconda volta in loco il 1º dicembre, ma senza ulteriori sviluppi. L'ubicazione del cadavere di Keith Bennett rimane sconosciuta a tutt'oggi.

## Ian Brady
Ian Brady nacque "Ian Duncan Stewart" il 2 gennaio 1938 a Glasgow, in Scozia, da Maggie Stewart, ragazza madre di 28 anni. L'identità del padre di Brady rimase sempre ignota, anche se sua madre affermò che si trattava di un giornalista di un giornale di Glasgow, morto tre mesi prima della nascita di Ian. La Stewart non ricevette molto aiuto dalla famiglia, e dopo soli pochi mesi fu costretta a dare in affidamento il neonato a Mary e John Sloan, una coppia locale che aveva già quattro figli. Brady prese il cognome della famiglia affidataria, e venne chiamato Ian Sloan. Sua madre continuò a fargli visita nel corso dell'infanzia. All'età di nove anni, andò in gita a Loch Lomond con la famiglia, e scoprì di preferire la vita all'aria aperta rispetto alla città, e qualche mese dopo la famiglia si trasferì a Pollok, una cittadina di campagna nella periferia di Glasgow. Venne accettato alla Shawlands Academy, una scuola per ragazzi di buona famiglia.
A Shawlands il comportamento del giovane iniziò a peggiorare vistosamente; appena teenager venne arrestato due volte per furto in appartamento. Lasciò la scuola a 15 anni, ed iniziò a lavorare come cameriere a Govan. Nove mesi dopo prese servizio come garzone di macelleria. Aveva una ragazza, di nome Evelyn Grant, ma la relazione tra i due ebbe fine quando Ian la minacciò con un coltello dopo una lite per gelosia. Subì successivamente altri arresti, collezionando ben nove capi d'imputazione, e poco tempo prima del suo diciassettesimo compleanno venne messo in regime di libertà vigilata, con l'obbligo di andare a vivere a casa della madre biologica. All'epoca la donna si era trasferita a Manchester e si era sposata con un fruttivendolo irlandese di nome Patrick Brady, che prese Ian a lavorare con lui al mercato.
Entro un anno dal trasferimento a Manchester, Brady venne nuovamente arrestato per furto. Il ragazzo passò tre mesi nel carcere minorile di Strangeways, per poi essere trasferito al carcere Latchmere House di Londra, ed infine nel riformatorio di Hatfield nello Yorkshire. Dopo essere stato sorpreso ubriaco, Ian fu trasferito in un carcere a regime più duro nella città di Hull. Rilasciato il 14 novembre 1957, Brady tornò a Manchester, dove passò da impiego a impiego senza profitto alcuno. Deciso a "migliorarsi intellettualmente", prese a studiare da autodidatta presso la biblioteca pubblica, sbalordendo i suoi famigliari restando chiuso in camera a studiare per ore. Nel gennaio 1959 Brady trovò lavoro presso un'azienda di distribuzione di prodotti chimici con sede a Gorton. Si appassionò alla lettura del Mein Kampf di Adolf Hitler, e crebbe il suo interesse verso il nazismo in generale. Si comprò una motocicletta Triumph Tiger Cub, con la quale spesso faceva lunghe corse in campagna. Nel 1961 conobbe la diciannovenne Myra Hindley, con la quale si fidanzò dopo alcuni mesi di frequentazione.

### Morte
Il 15 maggio 2017, all'età di 79 anni, Ian Brady è morto presso l’Ashworth High Security Hospital in Maghull, nel Merseyside, struttura psichiatrica che lo ospitava dal 1985. Il suo corpo è stato cremato, e le sue ceneri sono state riposte in un'urna biodegradabile e gettate in mare al largo di Liverpool senza alcuna cerimonia. È stato riferito che Brady desiderava che i propri resti venissero sparpagliati nella natia Glasgow, ma il consiglio cittadino rifiutò qualsiasi richiesta di cremazione di Brady nella propria area.

### Opere letterarie
- The Gates of Janus (2001)

## Myra Hindley

### Infanzia e giovinezza
Myra Hindley nacque il 23 luglio 1942 a Gorton, all'epoca sobborgo operaio di Manchester. I suoi genitori, Nellie e Bob Hindley (quest'ultimo un alcolizzato), la picchiavano regolarmente da bambina. La piccola casa dove la famiglia viveva era in condizioni così misere che Myra e i genitori dormivano tutti nell'unica stanza da letto disponibile, con la bambina in una brandina vicino al letto matrimoniale. Le condizioni di vita familiari peggiorarono ulteriormente quando nel 1946 nacque la sorella minore di Myra, Maureen. Poco tempo dopo la nascita, la Hindley, 5 anni all'epoca, venne mandata a vivere con sua nonna, che abitava lì vicino.
Il padre della Hindley aveva combattuto in Nord Africa, a Cipro, e in Italia durante la seconda guerra mondiale, prestando servizio nei paracadutisti. Sotto le armi era conosciuto come un tipo "duro" e si aspettava che lo stesso forte carattere paterno fosse presente anche in sua figlia; la esortava spesso a fare a pugni, insistendo che "doveva imparare a cavarsela da sola". Quando la Hindley aveva 8 anni, un ragazzo del quartiere le graffiò il viso per strada, facendola sanguinare. La bambina scoppiò in lacrime e corse a casa dai genitori, dove incontrò il padre, che la rimproverò e minacciò di picchiarla se non fosse andata a vendicarsi. Myra trovò il ragazzino e lo atterrò con una scarica di pugni, come le aveva detto di fare il padre.
Malcolm MacCulloch, professore di psichiatria forense alla Cardiff University, suggerì che questo particolare episodio, e il ruolo giocato in esso dal padre della Hindley, possa essere "la chiave di volta" per capire il ruolo della Hindley nei "delitti della brughiera":
Uno dei suoi amici più intimi era il tredicenne Michael Higgins, che viveva in una strada vicino. Nel giugno 1957 la invitò ad andare a nuotare con altri amici in una locale piscina in disuso. Buona nuotatrice, la Hindley scelse di non andare, preferendo uscire insieme a un amico, Pat Jepson. Higgins annegò nella piscina, e - una volta venuta a conoscenza della disgrazia capitata al suo migliore amico - la Hindley si sentì fortemente in colpa e non si perdonò per tutta la vita di averlo lasciato solo quel giorno funesto.
Il primo lavoro della Hindley fu come apprendista commessa presso un'azienda di materiale elettrico. Circa nello stesso periodo ebbe una breve relazione sentimentale con un giovane di nome Ronnie Sinclair, e quando lei compì diciassette anni i due si fidanzarono. Il fidanzamento però non durò a lungo in quanto Myra riteneva Ronnie ancora troppo immaturo per pensare di crearsi una vita con lui. Poco tempo dopo il diciassettesimo compleanno, Myra si tinse i capelli per la prima volta. Prese lezioni di judo una volta alla settimana, ma aveva difficoltà a trovare persone che volessero allenarsi con lei, dato che spesso combatteva in maniera troppo violenta. Trovò un altro impiego presso Bratby & Hinchliffe, una società di ingegneria a Gorton, ma venne licenziata dopo sei mesi per assenteismo.

### Incontro con Ian Brady
Nel 1961 la diciannovenne Myra Hindley fece la conoscenza di Ian Brady, e si innamorò di lui nonostante fosse venuta a sapere che il giovane aveva dei precedenti penali. Iniziò a scrivere un diario e, nonostante uscisse anche con altri uomini, dalle pagine del diario è chiara la sua fascinazione per Brady, con il quale parlò per la prima volta il 27 luglio 1961. Il 22 dicembre Brady le chiese finalmente un appuntamento per andare al cinema, e i due ragazzi andarono a vedere il film biblico Il re dei re. I loro appuntamenti presero presto a seguire un iter ricorrente; serata al cinema, a vedere solitamente film vietati ai minori, e poi a casa della Hindley a bere vino. Brady dava alla ragazza dei libri da leggere, e la coppia passava spesso le rispettive pause pranzo a leggere insieme ad alta voce libri sulle atrocità naziste.
La Hindley iniziò ad emulare l'ideale di razza ariana, tingendosi i capelli di biondo platino. Cambiò inoltre anche il suo modo di vestire, iniziando ad indossare stivali e giubbotti di pelle nera, assumendo atteggiamenti sfrontati e sprezzanti delle convenzioni borghesi. La coppia frequentava regolarmente la biblioteca locale, prendendo in prestito libri di filosofia, di criminologia, e di storia della tortura. Lessero anche le opere del Marchese de Sade, e Delitto e castigo di Fëdor Dostoevskij. Sebbene non fosse una guidatrice esperta (passò l'esame della patente solo al terzo tentativo, nel 1963), la Hindley spesso noleggiava e guidava un furgone, con il quale i due avrebbero voluto mettere in atto una rapina in banca. I piani criminali di Brady e Hindley si risolsero in un nulla di fatto, ma in compenso crebbe il loro interesse verso la pornografia.
Myra Hindley affermò che Brady iniziò a parlare di "commettere il delitto perfetto" nel luglio 1963, e che spesso le parlava del romanzo di Meyer Levin Frenesia del delitto, pubblicato nel 1956 e trasposto al cinema nel 1959, la cui trama si basa sul caso giudiziario Leopold e Loeb, due ragazzi che tentarono di mettere in atto il crimine perfetto uccidendo un quattordicenne. Nel giugno 1963 Brady si trasferì con Myra a casa della nonna di lei a Bannock Street, e il 12 luglio 1963 la coppia assassinò la loro prima vittima, la sedicenne Pauline Reade, compagna di scuola della sorella minore della Hindley, Maureen.

### Morte
Il 15 novembre 2002, all'età di 60 anni, Myra Hindley è morta di polmonite connessa a problemi cardiaci. Fumatrice per quarant'anni, nel 1999 le era stata diagnosticata una grave forma di angina pectoris ed era stata ricoverata in ospedale dopo aver sofferto un aneurisma cerebrale.

### Presunta relazione con Rosemary West
Secondo il recente documentario televisivo Rose West & Myra Hindley: Their Untold Story with Trevor McDonald, tra Myra e l'altra serial killer britannica Rosemary West "accomunate dalla similarità dei loro crimini, in carcere si stabilì una vicinanza che sfociò in una relazione amorosa, fino a quando non prevalse la competizione tra chi delle due fosse l'ergastolana più importante".

## Riferimenti nella cultura di massa
- Ian Brady e Myra Hindley sono citati nella canzone dei Sex Pistols No One Is Innocent.
- La copertina dell'album Goo del gruppo musicale alternative Sonic Youth si ispira a una foto scattata da un paparazzo nel 1966, raffigurante Maureen Hindley e il primo marito David Smith mentre guidano per andare a testimoniare contro la sorella Myra e Ian Brady.
- Il gruppo musicale britannico Throbbing Gristle ha dedicato a Ian Brady e Myra Hindley il brano Very Friendly.
- La storia dei delitti della brughiera ha ispirato lo sceneggiato televisivo in due puntate See No Evil: The Moors Murders, diretto da Christopher Menaul, andato in onda in Gran Bretagna nel 2006.
- La canzone Suffer Little Children del gruppo britannico The Smiths si ispira agli omicidi di Brady e Hindley.
- Il gruppo musicale giapponese Church of Misery ha dedicato a Ian Brady e Myra Hindley il brano Lambs to the Slaughter, incluso nell'album Thy Kingdom Scum del 2013.